# Pavlov (Jihlava)
Pavlov é uma comuna checa localizada na região de Vysočina, distrito de Jihlava.